# Stefan Dohr
Stefan Dohr (nacido en 1965) es un trompista alemán.
Es profesor de la Academia Herbert von Karajan y profesor invitado en el Conservatorio de música Hanns Eisler de Berlín.
Nacido en 1965 en Münster, Dohr estudió con el profesor Wolfgang Wilhelmi en la Escuela de música de Essen y en Colonia con el profesor Erich Penzel, antes de ser trompista solista de la Ópera de Fráncfort a los 19 años.
Ha ocupado esta posición en la Orquesta Filarmónica de Niza, la Orquesta Sinfónica de Berlín y la Orquesta del Festival de Bayreuth.
Desde 1993 es trompa solista de la Orquesta Filarmónica de Berlín.